# Gullarpasjön
Gullarpasjön är en sjö i Osby kommun i Skåne och ingår i Helge ås huvudavrinningsområde. Sjön har en area på 0,122 kvadratkilometer och ligger 73,3 meter över havet.

## Delavrinningsområde
Gullarpasjön ingår i det delavrinningsområde (624859-138492) som SMHI kallar för Inloppet i Osbysjön. Medelhöjden är 81 meter över havet och ytan är 20,62 kvadratkilometer. Räknas de 78 avrinningsområdena uppströms in blir den ackumulerade arean 2 002,66 kvadratkilometer. Avrinningsområdets utflöde Helge å mynnar i havet. Avrinningsområdet består mestadels av skog (59 procent), jordbruk (14 procent) och sankmarker (14 procent). Avrinningsområdet har 0,32 kvadratkilometer vattenytor vilket ger det en sjöprocent på 1,5 procent. Bebyggelsen i området täcker en yta av 0,38 kvadratkilometer eller 2 procent av avrinningsområdet.